# 九歌 (舞剧)
《九歌》是當代舞團雲門舞集的一齣相當重要的作品。1993年8月10日於台北國家戲劇院首演，是雲門舞集在1991年復出之後的第一個新作。這齣舞長達兩小時，一共分為8段，分別是：迎神、東君（首演季時為「東皇太乙」）、司命、湘夫人、雲中君、山鬼、國殤、禮魂。整齣舞的概念是以中國詩人屈原的作品楚辭中的九歌為基礎，延伸出編舞家的解讀與聯想。舞劇有三大主軸，分別是愛情、國家、民眾。
這齣重要舞劇是雲門舞集贏得國際稱譽的原因之一。它之所以能成為當代舞劇的經典在於整體的故事性和獨特性都很強烈。在八個橋段中視覺變換有相當多的驚奇和魅力。堪稱是雲門最為華麗的作品。
九歌的舞台設計特別值得一提，在美國耶魯大學任教的舞台設計大師李名覺接受林懷民的構想，將一整個荷花池搬上了舞台，並使用了相當巨大的「蓮池」畫作做為舞台背景，完美的搭配了九歌中面具與燭火、現代服飾和民俗服飾等等對比強烈的道具。此舞台設計贏得了紐約舞蹈與表演藝術獎New York Dance and Performance Award。

## 九歌的設計人員
- 編舞：林懷民
- 舞臺設計：李名覺。
- 舞台監督：王孟超
- 佈景：畫家林玉山畫作「蓮池」
- 九歌題字：書法家董陽孜
- 舞蹈配樂：臺灣原住民鄒族歌曲，亞洲民族音樂，朱宗慶打擊樂團演奏
- 音樂顧問：瞿小松
- 燈光設計：林克華
- 幻燈設計：張慧文
- 服裝設計：林懷民 羅瑞琦
- 面具設計：林淑芬 王耀俊

## 九歌的報導
- 1999 Ramon Magsaysay Awardee